# Charonia variegata
Charonia variegata (лат.) — брюхоногий моллюск из рода Charonia.

## Распространение
Этот вид имеет широкое распространение. Он был обнаружен в европейских водах, Средиземном море, в Атлантическом океане вдоль Макаронезии, Северо-Западной Африки и Танзании, в Карибском море и Мексиканском заливе, а также от Северной Каролины до восточной Бразилии.

## Внешний вид и строение
Максимальная зарегистрированная длина раковины составляет 374 миллиметра. Раковина коническая, имеет удлиненный и заостренный шпиль без каких-либо выступов, но несколько приземистее шпиля тихоокеанской Charonia tritonis. Нижние обороты неравномерно набухшие и выпячиваются над швом. Затем шов опускается по неровной спирали. Теменная мозоль выстлана узкой темной внутренней губой, покрытой равномерно расположенными коричневыми ребристыми складками. Внешняя губа зубчатая, но менее выступающая, зубчатая, с примерно 10 парами реберных зубов, наложенных на квадратные темно-коричневые пятна. Цвет раковины пестрый от кремово-белого до желтого с коричневыми отметинами. Внутренняя часть устья раковины оранжево-розовая, внутренняя часть белая.
Вид очень изменчив и не имеет известных географических подвидов.
Личинки-велигеры имеют период пелагического развития более трех месяцев, дрейфуя в трансатлантических течениях.

## Среда обитания
Минимальная зарегистрированная глубина составляет 0,3 метра. Максимальная зарегистрированная глубина составляет 110 метров. Экземпляры с тонкой раковиной были обнаружены в ловушках для крабов у западного побережья Барбадоса, установленных на глубине около 155—185 метров.